# 加塞
加塞（法語：Gacé，法語發音：[ɡase] ⓘ），法国西北部市镇，位于诺曼底大区奥恩省，隶属于莫尔塔涅欧佩什区，其市镇面积为6.5平方公里，2022年1月1日时人口数量为1,771人，在法国城市中排名第5,959位。
加塞位于奥恩省东北部，图克河畔，是一个区域性的中心城市，多条公路在此交汇。

## 地名来源

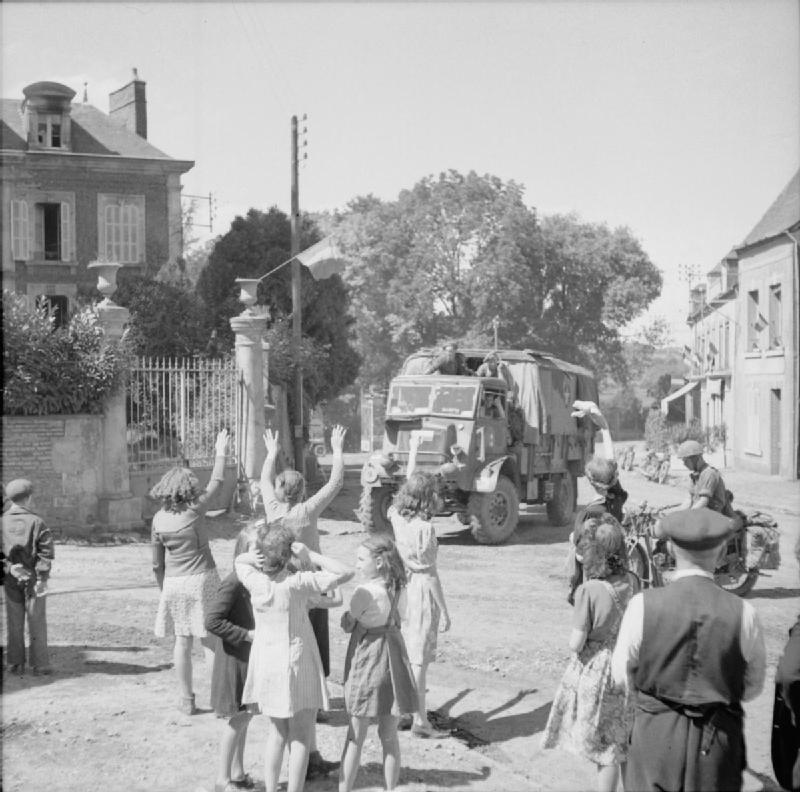
解放加塞的盟军

“加塞”一名的来源尚存在争议。法国地名学家阿尔贝·多扎认为“Gacé”最初可能于1055年以“Gaci”的形式被记载，该名称可能出自人名Vassius。

## 历史
加塞的早期历史尚不清楚。根据当地市镇公共社区官方网站的论述，加塞在古典时期就已成为连接鲁昂和勒芒之间罗马道路上的一个驿站。中世纪时，加塞长期为诺曼底的一部分，伟大的于格曾短居于此。英法百年战争期间，加塞被英格兰军队占领，后者于1417年在此地筑建防御城墙。1449年，阿尔布雷的夏尔二世率军收复加塞。法国大革命后，加塞成为奥恩省的一个市镇。1800年，舒昂党军队曾占领了加塞城堡。1822年，拉沙佩勒蒙日努伊整体并入加塞。工业革命期间，途径加塞的圣戈比日—梅尼勒莫热铁路建成通车，后于1938年停止服务。第二次世界大战期间，加塞被纳粹德军占领，当地城市遭到严重破坏。1944年8月21日，加塞被盟军解放。
在行政区划方面，加塞在1793至2015年间曾为同名县的县治；1995至2016年间，加塞是加塞地区市镇公共社区的办公驻地。

## 地理

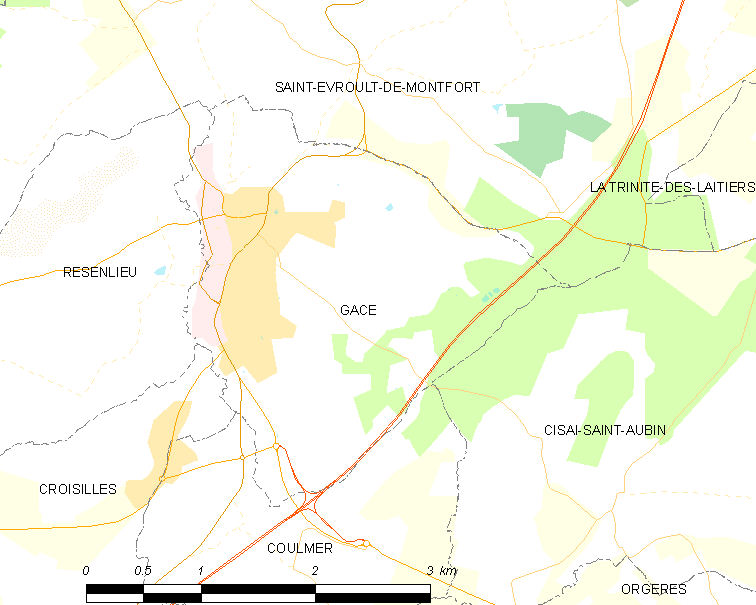
加塞市镇范围地图

加塞位于法国西北部，诺曼底大区中南部和奥恩省东北部，距离省会阿朗松大约48公里。与加塞接壤的市镇包括：库尔梅、锡赛-圣欧班、雷桑略、克鲁瓦西耶和圣埃夫鲁德蒙福尔。

### 地形
加塞位于欧日地区南部边缘，境内以浅丘为主，市镇中心地势较为平坦，整体地势自图克河谷向外侧抬升，全境海拔在179到316米之间。

### 水文
图克河自南向北流经加塞镇中心，市镇大部分区域位于河流右岸。

### 植被
加塞属于温带阔叶混交林区，林地散落分布于市镇范围内。
在鲜花城市的评比中，加塞暂未被评级。

### 气候
加塞在柯本气候分类法中属于温带海洋性气候（Cfb）。

## 行政区划
加塞的市镇编号为61181，邮政编号为61230。
在行政管理方面，加塞隶属于法国诺曼底大区奥恩省莫尔塔涅欧佩什区；在地方选举方面，加塞隶属于维穆捷县，其市镇范围全境被划入奥恩省第二选区；在社会管理方面，加塞是欧日-勒梅勒罗谷市镇公共社区的组成部分。
截至2023年12月，加塞市镇范围内暂无任何城市敏感街区及城市政策优先街区。
法国国家统计与经济研究所（简称）在进行数据统计时，未将加塞划入任何城市核心区（城市区（Aire urbaine）及城市辐射区（Aire d'attraction）。此外，还将加塞市镇整体看作一个“块区”（IRIS），以便于统计人口分布情况。

## 交通

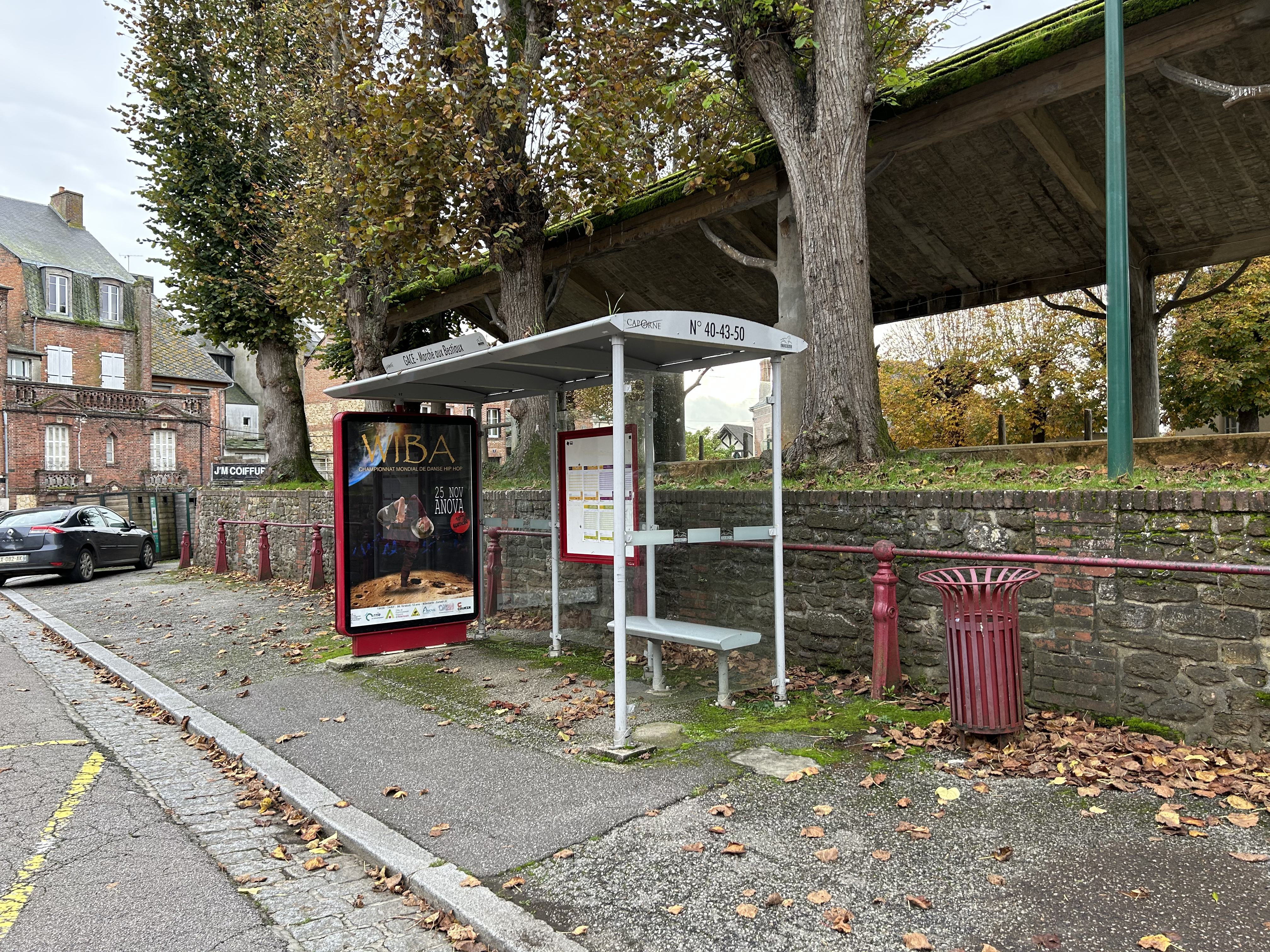
加塞镇中心的一处城际巴士停靠站

### 公路
A28高速公路经过加塞市镇东南部，通过16号出入口连接市区，此外还有奥恩省省道D13线、D438线、D724线、D932线和D979线在加塞境内交汇。诺曼底大区下属的奥恩省城际客运409线、411线和412线经过加塞，可前往阿朗松、维穆捷、阿让唐及莱格勒等地。
2020年，67.4%的加塞家庭拥有至少一辆私人汽车。2021年，加塞境内共发生各类交通事故2起，造成2人受伤，其中1人重伤。
| 16 | 2.8 |

| 阿朗松 | 49 |

| 塞镇 | 27 |

| 贝尔奈 | 42 |

| 阿让唐 | 28 |

| 莫尔塔涅欧佩什 | 41 |

| 莱格勒 | 27 |

### 铁路
距离加塞最近的运营中的客运铁路车站为16公里外的圣戈比日站，该站停靠部分往返于巴黎和阿让唐一线的区域列车。

### 航空
加塞距离卡昂机场的公路里程大约93公里。

### 城市公共交通
截至2023年12月，加塞暂无城市公共交通系统。

## 政治
加塞的现任市长为让·格兰贝尔先生（Jean GRIMBERT），他是一名无党派人士，在2020年的市政选举中获得了50.96%的支持率。
在2022年的法国总统大选的第二轮选举中，法国极右翼政党国民阵线主席玛丽娜·勒庞和第25任总统埃马纽埃尔·马克龙在加塞均获得了50%的支持率。

## 人口
2020年，加塞市镇人口数量为1,796，在法国排名第5,959位。其中男性832人，女性964人，75岁及以上人口占15.8%，外籍人口数量为34人，人口密度为276人/平方公里，当地居民被称为（男性）或（女性）。2021年，加塞境内出生14人，死亡人口42人。
| 加塞1901年－2020年人口变化情况 |
|                                |
| 数据来源：Cassini、INSEE       |

## 经济
加塞是一个区域性的中心集镇。截至2023年12月，加塞市镇范围内共有各类用人单位（包含自雇）277家，平均历史为20年，均为中小型企业（PME），2023年10月至12月间，当地的经济活力指数为0。（肉制品加工）、（林业和渔业）及（传统餐饮）是当地2021年营业额最高的三个企业，分别为39,624,428欧元、1,250,161欧元和873,726欧元。

## 财政与居民收入
2021年，加塞的财政收入总额为1,198,270欧元，财政支出总额为948,920欧元，当年的债务总额为1,676,700欧元。2021年，加塞市镇通过物业税获得482,230欧元的收入。
2019年，加塞的人均月收入总额为1,813欧元，其中高级职员为4,271欧元，高于法国平均水平（4,230欧元）；中级职员为2,118欧元，低于法国平均水平（2,411欧元）；普通职员为1,493欧元，低于法国平均水平（1,740欧元）。
2020年，加塞境内的青壮年（15至64岁）失业率为14.2%；2022年，当地34.9%的家庭拥有纳税资格，平均纳税3,104欧元，低于法国平均水平（4,393欧元）。

## 社会事务

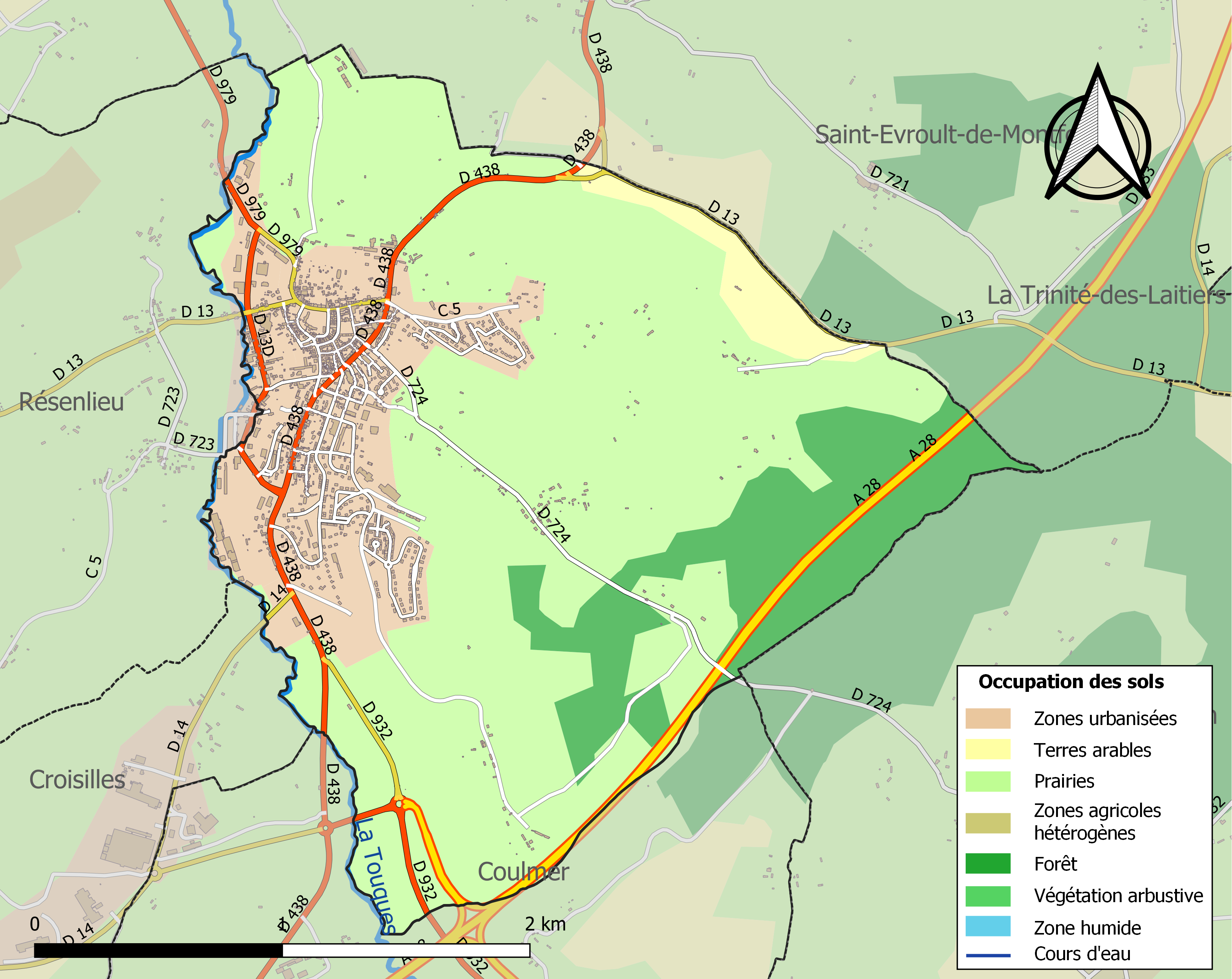
加塞土地利用情况地图

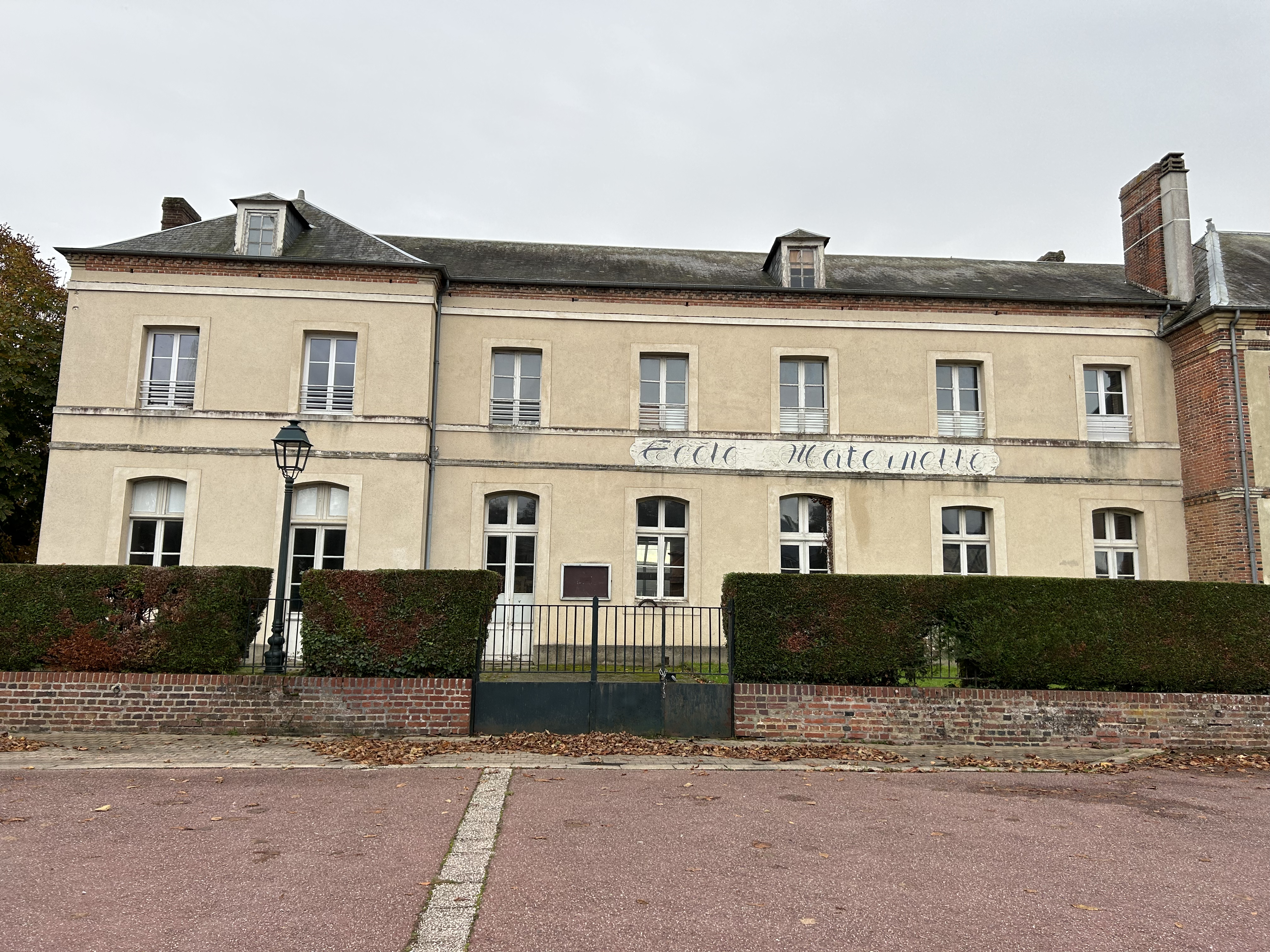
加塞中心小学

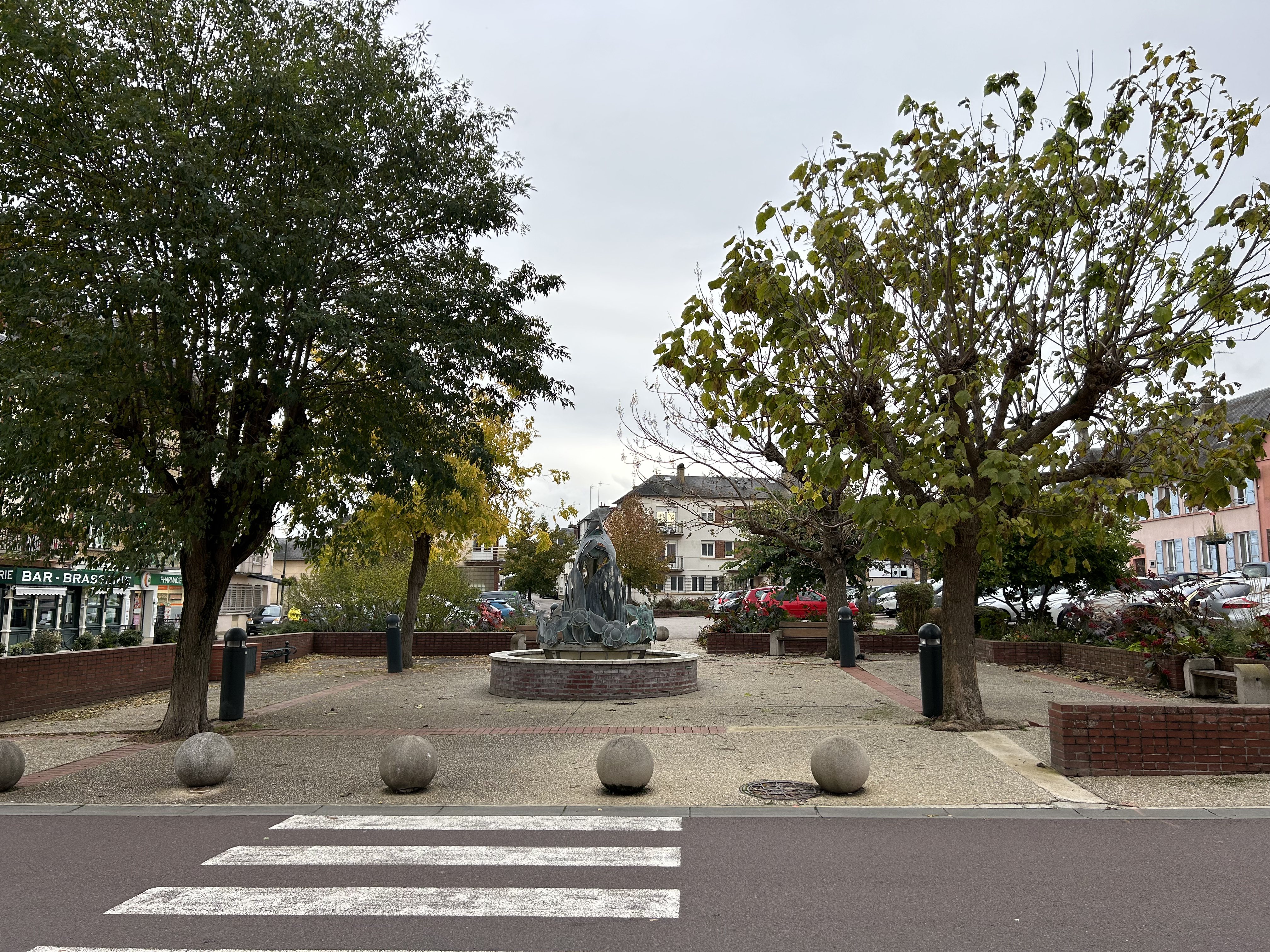
自由广场

### 教育
加塞属于诺曼底学区。截至2021年1月1日，加塞境内共有2所小学和2所初级中学。2021至2022学年度，加塞境内共有在校中等教育阶段学生322名。

### 医疗
截至2021年1月1日，加塞境内共有全科医生3名、保健师4名、牙医1名和护士9名。境内共有药房1家、养老院1家、残疾人帮扶中心1家。
距离加塞最近的区域性医疗机构为塞镇中心医院（Centre Hospitalier de Sées），其主病区医院设有床位259个，位于塞镇，距离加塞市区的正常车程大约24分钟。

### 住房
2020年，加塞境内共有各类住房1,073套，其中72.4%为独立式居民区，27.4%为集中式居民区。常住房屋占加塞市镇范围内居民建筑总量的82.5%。
在住房保障政策方面，2022年，加塞境内共有206户家庭获得了住房经济补助，受益人数占总人口数量的13.5%，其中234份为房租补助。

### 商业
2021年，加塞境内共有各类实体商铺50家，其中餐厅7家、大型超市1家、面包房2家、肉铺3家、书店1家、装饰品店1家、银行门店1家、美容美发店5家、汽车维修店3家。加塞镇中心建有一家家乐福E.LeclercIntermarchéSuper UAldiLidl超市。

### 体育
2021年，加塞境内共有1家游泳池、2间体育馆、3处网球场以及2处足球或橄榄球场。
截至2023年12月，加塞友谊体育（Amicale Sportive Gaceenne，编号501496）是加塞境内唯一的一家注册足球俱乐部，其主队2023至2024赛季参加奥恩省足球联赛甲组（法国第九级别），其主场为市政球场（Stade Municipal）。

### 环境
加塞的环境事务由其所属的欧日-勒梅勒罗谷市镇公共社区联合各级政府协调负责。2021年，加塞境内暂无污染企业。

### 治安
2021年，加塞市镇范围内有1处宪兵队。
加塞及其附近的共185个市镇是阿朗松-阿让唐国家宪兵队（zone gendarmerie de Alençon-Argentan）的管辖范围。2020年，该宪兵队累计记录各类案件2,218起，其中盗窃类案件980起，经济类案件344起，毒品交易类案件62起。

## 文化

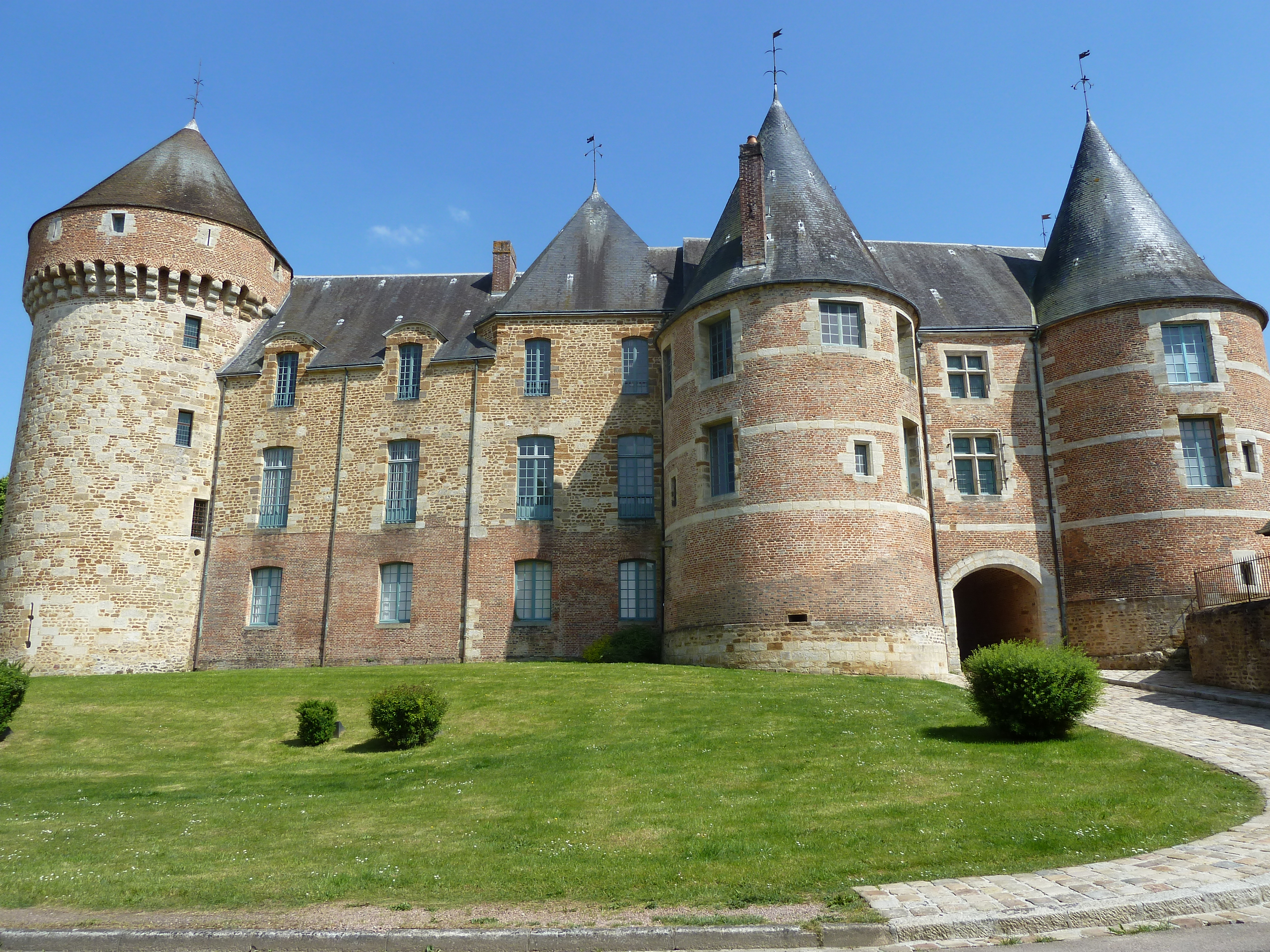
加塞城堡

2021年，加塞境内共有1家电影院。加塞境内建有多媒体中心（Médiathèque），每周二至六向公众开放。

### 建筑
加塞境内有多处历史建筑，其中加塞城堡为法国国家文物保护单位，也是当地的地标性建筑物。

### 旅游
加塞的旅游事务由其所属的欧日-勒梅勒罗谷市镇公共社区联合各级政府协调负责。2023年，加塞境内共有1家酒店共计7间房间；另有1个露营地，可容纳共28辆露营车。

### 媒体
法国主要的媒体均可在加塞接收，法国电视三台下属的诺曼底大区频道在部分时段播出加塞所在奥恩省的地方新闻。《法国西部报》、《奥恩省战斗报》、蓝色法兰西下诺曼底广播等是当地主要的地方性媒体。

## 相关人物
法兰西王国元帅夏尔·奥古斯特·德戈永·德马蒂尼翁出生于加塞。

## 友好城市
截至2023年12月，加塞共与一座城市建立了友好城市关系：
- 苏格兰 Kinross